# Bosque y vegetación protector El Artesan EcuadorianHands
El Bosque y Vegetación Protector El Artesan EcuadorianHands es un bosque protegido localizado en la costa central del Ecuador, en la provincia de Manabí, en el cantón Jipijapa, comuna Joa, es el límite entre la llanura de Tiján, que se extiende de sur a norte desde Piñas de Julcuy y las estribaciones de la  Cordillera Chongón - Colonche.  
Es un bosque de periodos secos prolongados durante casi todo el año. Las precipitaciones no son muy abundantes, de 300 a 1500
mm en promedio. El clima es cálido durante todo el año, la temperatura oscila entre los 25 °C y los 30 °C.

## Características Biológicas
Flora: de acuerdo a las investigaciones realizadas; las especies más importantes de este bosque seco son las siguientes Ceiba trischistandra, Bursera graveolens, Cordia lutea, Eriotheca ruizii, Erythrina velutina y Cochlospermum vitifolium; estas seis especies representaron el 74% de las especies encontradas dentro de este bosque. 
Por otra parte y como información general, los árboles característicos de estos bosques son los caducifolios (vegetación leñosa que pierde su follaje durante períodos secos o desfavorables) y muchas especies de hojas perennes que se convierten en caducas en las zonas secas.
Los árboles son de gruesa y rugosa corteza, con raíces profundas y otros con raíces superficiales, hay especies como Ceibo que tienen espinas para defenderse de los animales herbívoros y atrapar la escasa humedad que existe en el aire.
En estos bosques secos hay un crecimiento de plántulas, hierbas y arbustos, debido a que las copas de los árboles son más bajas que en otros tipos de bosques, lo que ocasiona que el sol se filtre hasta el suelo y permite la germinación de diferentes especies. Además, en estos bosques abundan las orquídeas, las bromelias y debido a los grandes períodos de sequía sin precipitaciones, son zonas de crecimiento de cactus.
Fauna: Los bosques secos en general son de fauna variada, según el continente en el que se encuentren. Las especies que predominan son: roedores, monos, aves, reptiles, anfibios y artrópodos como mosquitos, escarabajos, alacranes, arañas y chinches, pero el común denominador es el ciervo (venado).
Los bosques secos, por su carencia de agua, sirven como puente migratorio de diferentes especies, sobre todo de aves que vuelan hacia otros lugares para proveerse del alimento necesario para su supervivencia.

## Programas e investigaciones
Influencia del gradiente altitudinal sobre la Composición y estructura del "Bosque y vegetación protector El Artesan - EcuadorianHands", Joa, Jipijapa:
El bosque seco es uno de los ecosistemas más amenazados debido a la facilidad de fragmentación asociada a actividades antropogénicas. En Manabí, este ecosistema alberga gran cantidad de especies cuyas poblaciones han sufrido algún tipo de modificación como consecuencia de prácticas tradicionales de extracción no sostenible.
Mediante sistemas de información geográfica (SIG) se establecieron aleatoriamente 24 parcelas permanentes de muestreo circulares con un área de 500 m2, considerando tres pisos altitudinales (200 - 250; 251 - 300 y > 300 m s. n. m.). 
En dichas parcelas se registraron datos de diámetro a la altura del pecho (DAP) y altura total de individuos con DAP > 5 cm. A partir de estos datos se calcularon parámetros estructurales (abundancia, frecuencia, dominancia y el índice de valor de importancia). Se encontraron 627 individuos, agrupados en 11 familias y 21 especies. 
El bosque motivo de estudio tuvo tendencia a la homogeneidad con dominancia de especies como Ceiba trischistandra, Bursera graveolens, Cordia lutea, Eriotheca ruizii, Erythrina velutina y Cochlospermum vitifolium; estas seis especies representaron el 74% de las especies encontradas. Las familias con mayor importancia ecológica son Malvaceae, Burseraceae, Fabaceae, Boraginaceae y Bixaceae. La altitud se asocia significativamente con la abundancia de especies. 
El bosque presentó estados sucesionales intermedios y aunque se evidenció un grado considerable de intervención, mantuvieron un potencial importante en procesos ecosistémicos.
Influencia del gradiente altitudinal sobre la estimación del carbono almacenado en biomasa aérea viva y en suelos del "Bosque y vegetación protector El Artesan - EcuadorianHands". Joa, Jipijapa:
La cuantificación del carbono almacenado en bosques tiene relevante importancia al momento de promover su conservación. El objetivo del presente estudio fue determinar el carbono almacenado en la biomasa aérea viva y en el suelo en un área de bosque seco en la parroquia Joa del cantón Jipijapa en Ecuador. 
Se establecieron aleatoriamente 24 parcelas permanentes de muestreo circulares con un área de 500 m2 considerando tres pisos altitudinales (200 – 250; 251 – 300 y > 300 m s. n. m.). Se registró diámetro a la altura del pecho (DAP) y altura total de individuos con DAP > 5 cm. 
A partir de estos datos se utilizó una ecuación alométrica para determinar biomasa aérea viva para luego estimar el carbono almacenado. La ecuación incluye información sobre la densidad de la madera, para lo cual fue necesaria la identificación de las especies. 
El carbono en suelos se estimó a partir del carbono orgánico y la densidad aparente. Los resultados demuestran que la altitud no es un factor que influye en el almacenamiento de carbono en biomasa aérea viva y en suelos. 
El 87.9% del carbono almacenado en la biomasa aérea viva lo contienen tres especies: C. trischistandra, E. ruizii, B. graveolens. El almacenaje de carbono del bosque de Joa, Jipijapa se encuentra entre 105.02 y 112.32 Mg C ha-1, por lo tanto, se considera que este tipo de bosque representa una opción para contrarrestar el aumento de CO2 atmosférico, siendo este un justificativo importante para su conservación, más aún cuando el bosque se encuentra bajo procesos dinámicos de crecimiento.